# Tumidiclava
Tumidiclava is een geslacht van vliesvleugeligen uit de familie Trichogrammatidae. De wetenschappelijke naam van dit geslacht is voor het eerst geldig gepubliceerd in 1911 door Girault.

## Soorten
Het geslacht Tumidiclava omvat de volgende soorten:
- Tumidiclava agraensis Yousuf & Shafee, 1988
- Tumidiclava bimaculata (Blood, 1923)
- Tumidiclava canalis Girault, 1915
- Tumidiclava ciliata Girault, 1912
- Tumidiclava gilvus Yousuf, Kumar & Chouhan, 1998
- Tumidiclava longiclavata Yousuf & Shafee, 1988
- Tumidiclava magnicorpa Yousuf & Shafee, 1988
- Tumidiclava minoripenis Lin, 1991
- Tumidiclava minuscula Nowicki, 1940
- Tumidiclava niveipes Girault, 1915
- Tumidiclava nowickii Viggiani, 1996
- Tumidiclava pampeana De Santis, 1970
- Tumidiclava pulchrinotum Girault, 1911
- Tumidiclava sasniensis Yousuf & Shafee, 1988
- Tumidiclava simplicis Lin, 1991
- Tumidiclava subcaudata Novicki, 1936
- Tumidiclava tenkasiensis Yousuf & Shafee, 1988
- Tumidiclava tenuipennis Lin, 1991